# ماندي إدواردز
ماندي إدواردز (بالإنجليزية: Mandy Edwards)‏ هي لاعبة كرة الشبكة أسترالية، ولدت في 28 يوليو 1982.